# Mártires Escilitanos
Los Mártires Escilitanos fueron un grupo de doce cristianos norteafricanos ejecutados por sus creencias el 17 de julio del año 180 d. C. Su nombre proviene de Escilio (o Scillium), una ciudad de Numidia. Los Hechos de los Mártires Escilitanos se consideran los documentos más antiguos de la iglesia africana y también el primer ejemplo de latín cristiano.
Fue la última de las persecuciones durante el reinado de Marco Aurelio, conocida principalmente por los sufrimientos de las iglesias de Vienne y Lyon en el sur de la Galia. Marco Aurelio falleció el 17 de marzo de 180, y la persecución cesó poco después de la ascensión al trono de su hijo Cómodo. Un grupo de mártires madaurios parece pertenecer al mismo período; en la correspondencia de San Agustín de Hipona, Namfamon, uno de ellos, es mencionado como «archimártir», lo que parece significar un protomártir de África.

## El relato
Las actas de su martirio (denominadas Passio sanctorum Scillitanorum en latín) son de interés, ya que se encuentran entre las más antiguas que se conservan de la provincia romana de África.
El juicio y la ejecución de los mártires tuvieron lugar en Cartago bajo el mando del procónsul Publio Vigelio Saturnino, a quien Tertuliano declara el primer perseguidor de cristianos en África. El juicio es notable entre los juicios de los primeros mártires, ya que los acusados no fueron sometidos a tortura.
Los Santos Mártires Escilitanos fueron doce en total: siete hombres y cinco mujeres. Sus nombres eran Esperato, Nartzalo, Citino, Veturio, Félix, Aquilino, Lectancio, Jenara, Generosa, Vestia, Donata y Segunda. Dos de ellos llevan nombres púnicos (Nartzalo y Citino), pero el resto son nombres latinos. Seis ya habían sido juzgados: del resto, a quienes se refieren principalmente estas actas, Esperato fue el principal portavoz. Afirmó, en su nombre y en el de sus compañeros, que habían llevado una vida tranquila y moral, cumpliendo con sus deberes y sin perjudicar a sus vecinos. Pero cuando se le pidió que jurara por el nombre del emperador, respondió: "Yo no conozco el Imperio de este mundo, sino que sirvo a aquel Dios a quien ningún hombre vio ni puede ver con estos ojos de carne". La respuesta fue una referencia al lenguaje de Primera Epístola a Timoteo. En respuesta a la pregunta: "¿Qué llevas en tu bolsa?", dijo: "Libros y cartas de Pablo, un hombre justo".
La fama de los mártires llevó a la construcción de una basílica en su honor en Cartago. y su conmemoración anual requería que la brevedad de sus “Actas” fueran complementadas y explicadas para hacerlas adecuadas para la recitación pública.
Agobardo, arzobispo de Lyon, (779–840) afirmó que las reliquias de Esperato y las de Cipriano fueron trasladadas 
por órdenes de Carlomagno desde Cartago a Lyon.
Las cuestiones históricas relacionadas con estos mártires fueron abordadas por el obispo Joseph Barber Lightfoot en Epístolas de Ignacio y Policarpo, 1885.